# Cesc (dibujante)
Francesc Vila y Rufas (Barcelona, 22 de octubre de 1927-22 de diciembre de 2006) fue dibujante y pintor, más conocido como Cesc, pseudónimo con el cual firmaba.

## Biografía
Ninotaire y pintor, hijo del también dibujando, ilustrador y bibliòfil Joan Vila (De Marfil), prácticamente dedicó toda su carrera al humor gráfico. Empezó haciendo una viñeta diaria al Diario de Barcelona y pronto pasó a ser un pozo de agua fresca en el desierto franquista. Sus imágenes irónicas y tiernas retratan prácticamente la Cataluña desde los años sesenta hasta los noventa. Dibujó también al Correo Catalán, Tele/eXpres y, cuando ya había abandonado la trinchera del humor gráfico a la prensa para intentar dedicarse a la pintura, devolvió al poder hacer el chiste en catalán al nuevo Diario de Barcelona y más adelante al Avui.
Fundó y dirigió la revista de humor Tururut!, a mediados de años cincuenta, y colaboró en las mejores revistas del país (Miedo Favor, Gaceta Ilustrada, Mundo, Sierra de Oro, Tele/cometa, El Jueves...) y del extranjero (Punch, Pardon, Paris-Match...).
Dibujó para varias campañas de publicidad, carteles, tarjetas, libros. Editó también a importantes revistas extranjeras. Además de la veintena de libros que recogen sus chistes y dibujos, ha hecho libros con Josep Maria Espinàs, Huertas Claveria, Montserrat Roig, Ricard Giralt-Miracle...
El 1975 expuso a la Galería Cadaqués, del municipio ampurdanés.
Al dejar el chiste del Avui, el 1987, se dedicó a la pintura y al grabado. Realizó varias exposiciones y fue galardonado varias veces.
Fue uno de los grandes referentes del humor gráfico catalán del siglo XX.
Se puede encontrar una antología de sus chistes mudos al libro Sin palabras, coordinado por Jordi Duró.

## Premios y reconocimientos
Fue galardonado con la Cruz de Sant Jordi de la Generalidad de Cataluña en 1995, el premio Internacional de Humor Gato Perich de Honor en 2002, e ingresó como miembro numerario a la Real Academia Catalana de Bellas artes de Sant Jordi el 1998. El 2008 el Palacio Robert de Barcelona le dedicó una exposición retrospectiva, 'La fuerza de un trazo.

## Fons
La Biblioteca de Cataluña compró a la familia del dibujante el archivo de originales, estampas, fotografías, diplomas y otros documentos relacionados con su actividad y que él siempre había conservado.
En este fondo sobresalen desde los dibujos que este dibujante emblemático, cronista gráfico de la sociedad catalana del franquismo y de la transición a la democracia hacía cuando era niño, hasta los que estuvo haciendo para diarios, revistas, compilaciones monográficas, etc., hasta el final de su vida.
Por su parte, el Archivo Histórico de la Ciudad de Barcelona (AHCB) custodia más de 7.700 dibujos originales, obra de varios autores, que fueron publicados a lo largo de los años al Diario de Barcelona. 2.539 de estos dibujos llevan la firma de Cesc. Como caricaturista se inició en 1952 al Diario de Barcelona, donde haced una viñeta diaria a la sección propia “La vida en broma”. De esta amplia labor la AHCB conserva un conjunto de imágenes irónicas y tiernas pero también penetrantes, que acontecen un retrato de la ciudad y del país de la década 1952-1962.
La colección de dibujos originales para el Diario de Barcelona, junto con el archivo y la hemeroteca del diario, fueron adquiridos por el Ayuntamiento de Barcelona en 1984.